# Arena Națională
De Arena Națională (Nationaal stadion) is een stadion in de Roemeense hoofdstad Boekarest en tevens de thuishaven van Steaua Boekarest.
In 2005 werd besloten het oude nationale stadion, het Lia Manoliustadion, te slopen. Dit gebeurde tussen 2007 en 2008, waarna de bouw van het nieuwe stadion begon. Het stadion biedt plaats aan 55.600 toeschouwers en dit aantal is tot 63.000 uit te breiden. Het stadion kreeg een verschuifbaar dak en kostte ongeveer 234 miljoen euro. De opening stond gepland voor juni 2011 en de finale van de UEFA Europa League 2011/12 vond er plaats.
Op 10 augustus 2011 zou het stadion geopend worden met de vriendschappelijke interland Roemenië tegen Argentinië, maar deze wedstrijd werd afgelast. Op 6 september 2011 was de EK-kwalificatiewedstrijd Roemenië tegen Frankrijk (uitslag 0-0) de openingswedstrijd. Hierna werd het veld afgekeurd door de UEFA, waardoor Steaua Boekarest in het kader van de UEFA Europa League niet de eerste groepswedstrijd tegen Schalke 04 kon spelen. De eerste Europese wedstrijd van Steaua in het nieuwe stadion was op 3 november 2011 tegen het Israëlische Maccabi Haifa (4-2).
In 2021 was de Arena Națională in Boekarest een van de 12 stadions voor het Europees kampioenschap voetbal 2020. Er werden drie wedstrijden in de groepsfase gespeeld en één achtste finale

## Interlands
| 1                               | 6 september 2011  | Roemenië – Frankrijk          | 0 – 0 | EK-kwalificatie        |
| 2                               | 7 oktober 2011    | Roemenië – Wit-Rusland        | 2 – 2 | EK-kwalificatie        |
| 3                               | 29 februari 2012  | Roemenië – Uruguay            | 1 – 1 | Vriendschappelijk      |
| 4                               | 11 september 2012 | Roemenië – Andorra            | 4 – 0 | WK-kwalificatie        |
| 5                               | 16 oktober 2012   | Roemenië – Nederland          | 1 – 4 | WK-kwalificatie        |
| 6                               | 14 november 2012  | Roemenië – België             | 2 – 1 | Vriendschappelijk      |
| 7                               | 4 juni 2013       | Roemenië – Trinidad en Tobago | 4 – 0 | Vriendschappelijk      |
| 8                               | 14 augustus 2013  | Roemenië – Slowakije          | 1 – 1 | Vriendschappelijk      |
| 9                               | 6 september 2013  | Roemenië – Hongarije          | 3 – 0 | WK-kwalificatie        |
| 10                              | 10 september 2013 | Roemenië – Turkije            | 0 – 2 | WK-kwalificatie        |
| 11                              | 15 oktober 2013   | Roemenië – Estland            | 2 – 0 | WK-kwalificatie        |
| 12                              | 19 november 2013  | Roemenië – Griekenland        | 1 – 1 | WK-kwalificatie        |
| 13                              | 5 maart 2014      | Roemenië – Argentinië         | 0 – 0 | Vriendschappelijk      |
| 14                              | 11 oktober 2014   | Roemenië – Hongarije          | 1 – 1 | EK-kwalificatie        |
| 15                              | 14 november 2014  | Roemenië – Noord-Ierland      | 2 – 0 | EK-kwalificatie        |
| 16                              | 18 november 2014  | Roemenië – Denemarken         | 2 – 0 | Vriendschappelijk      |
| 17                              | 7 september 2015  | Roemenië – Griekenland        | 0 – 0 | EK-kwalificatie        |
| 18                              | 8 oktober 2015    | Roemenië – Finland            | 1 – 1 | EK-kwalificatie        |
| 19                              | 3 juni 2016       | Roemenië – Georgië            | 5 – 1 | Vriendschappelijk      |
| 20                              | 11 november 2016  | Roemenië – Polen              | 0 – 3 | WK-kwalificatie        |
| 21                              | 1 september 2017  | Roemenië – Armenië            | 1 – 0 | WK-kwalificatie        |
| 22                              | 14 november 2017  | Roemenië – Nederland          | 0 – 3 | Vriendschappelijk      |
| 23                              | 14 oktober 2018   | Roemenië – Servië             | 0 – 0 | UEFA Nations League    |
| 24                              | 5 september 2019  | Roemenië – Spanje             | 1 – 2 | EK-kwalificatie        |
| 25                              | 15 oktober 2019   | Roemenië – Noorwegen          | 1 – 1 | EK-kwalificatie        |
| 26                              | 15 november 2019  | Roemenië – Zweden             | 0 – 2 | EK-kwalificatie        |
| 27                              | 4 september 2020  | Roemenië – Noord-Ierland      | 1 – 1 | UEFA Nations League    |
| 28                              | 25 maart 2021     | Roemenië – Noord-Macedonië    | 3 – 2 | WK-kwalificatie        |
| 29                              | 28 maart 2021     | Roemenië – Duitsland          | 0 – 1 | WK-kwalificatie        |
|                                 |                   |                               |       |                        |
| 30                              | 13 juni 2021      | Oostenrijk – Noord-Macedonië  | 3 – 1 | EK 2020 groep C        |
| 31                              | 17 juni 2021      | Oekraïne – Noord-Macedonië    | 2 – 1 | EK 2020 groep C        |
| 32                              | 21 juni 2021      | Oekraïne – Oostenrijk         | 0 – 1 | EK 2020 groep C        |
| 33                              | 28 juni 2021      | Frankrijk – Zwitserland       | 3 – 3 | EK 2020 achtste finale |
|                                 |                   |                               |       |                        |
| 34                              | 5 september 2021  | Roemenië – Liechtenstein      | 2 – 0 | WK-kwalificatie        |
| 35                              | 28 maart 2023     | Roemenië – Wit-Rusland        | 2 – 1 | EK-kwalificatie        |
| 36                              | 9 september 2023  | Roemenië – Israël             | 1 – 1 | EK-kwalificatie        |
| 37                              | 12 september 2023 | Roemenië – Kosovo             | 2 – 0 | EK-kwalificatie        |
| 38                              | 15 oktober 2023   | Roemenië – Andorra            | 4 – 0 | EK-kwalificatie        |
| 39                              | 21 november 2023  | Roemenië – Zwitserland        | 1 – 0 | EK-kwalificatie        |
| Bijgewerkt t/m 23 november 2023 |                   |                               |       |                        |